# Bor nitrid
Bor nitrid je hemijsko jedinjenje sa molekulskom masom od 24,818 Da i hemijskom formulom BN. To je termički i hemijski otporan refraktoran spoj bora i azota. Zbog izuzetne termičke i hemijske stabilnosti, keramika od bora nitrida koristi se u opremi za visoke temperature i livenju metala. Bor nitrid ima potencijalne primene u nanotehnologiji.

## Kristalna struktura
U zavisnosti od pritiska i temperature, BN ima tri kristalne strukture: heksagonalnu, kubičnu i vurtcitsku. Obično se pod izrazom bor nitrid misli na heksagonalni bor nitrid.
Definicije i primene tri tipa BN su sledeće:
1. Poznat i kao „beli grafit“, električni je izolator sa slojevitom strukturom i visokom termičkom provodljivošću.  Primene: visokotemperaturni lubrikant, materijal za odvođenje toplote u elektronici, izolacioni delovi u vakuumskim pećima.
2. Ima istu elektronsku strukturu kao dijamant, sa velikom tvrdoćom i termičkom i hemijskom stabilnošću.  Primene: abrazivi, alati za sečenje, delovi za rad u visokim temperaturama i ekstremnim uslovima.
3. Veoma retka faza pri visokim pritiscima, smatra se da je po nekim uslovima tvrđa od dijamanta.  Primene: istraživanje supertvrdih materijala, specijalna upotreba pod visokim pritiskom, visokoperformantni zaštitni premazi (u eksperimentalnoj fazi).

## Osobine
| Osobina                  | Vrednost |
| ------------------------ | -------- |
| Broj akceptora vodonika  | 1        |
| Broj donora vodonika     | 0        |
| Broj rotacionih veza     | 0        |
| Particioni koeficijent ( | 1,2      |
| Rastvorljivost (logS, log(mol/L))       | 1,0      |
| Polarna površina (PSA, Å2)  | 23,8     |

## Literatura
- Holleman A. F.; Wiberg E. (2001). Inorganic Chemistry (1st изд.). San Diego: Academic Press. ISBN 0-12-352651-5.
- Housecroft, C. E.; Sharpe, A. G. (2008). Inorganic Chemistry (3. изд.). Prentice Hall. ISBN 978-0-13-175553-6.